# Hermann Haartmann
Hermann Haartmann (* 1747; † 21. Februar 1807 in Lübeck) war ein deutscher Kaufmann und Ratsherr der Hansestadt Lübeck.

## Leben
Hermann Haartmann war Kaufmann und Mitglied der Schonenfahrer in Lübeck. Er besaß in Lübeck eine Amidamfabrik sowie Kupfermühlen in der Umgebung mit einer Drahtzieherei und handelte dementsprechend mit Kupfer und Messing. Die Geschäftsräume befanden sich 1798 in der Beckergrube 106 (Alte Hausnummer von 1796). Als Ältester der Schonenfahrer wurde er 1799 in den Lübecker Rat gewählt. Er war ein Neffe des Lübecker Ratsherrn Hermann Bilderbeck.

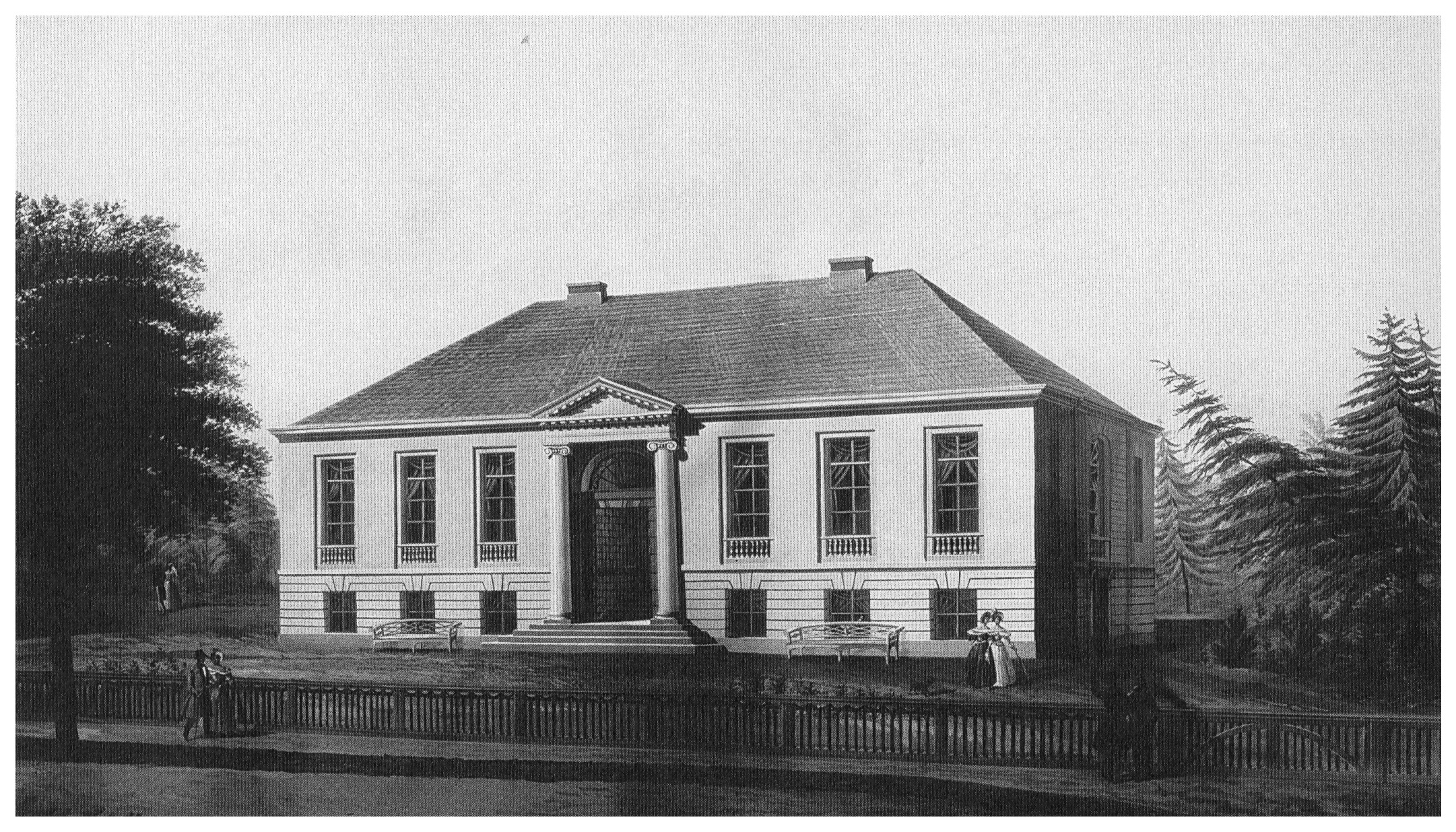
Johann Baptist Hauttmann: Lindesche Villa im Jahr der Erbauung

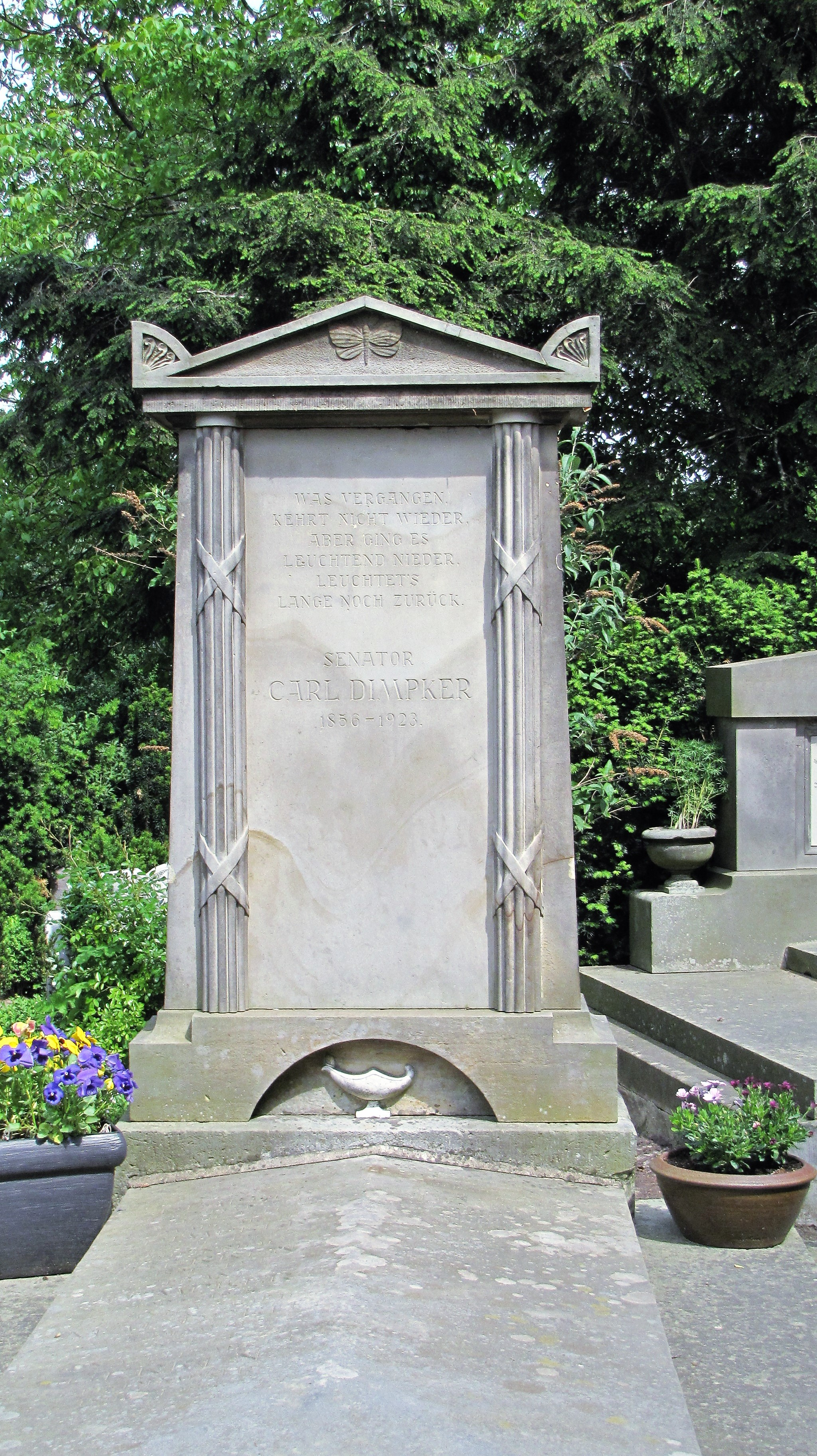
Grabmal Haartmann

Haartmann ließ 1804 in der Lübecker Vorstadt St. Jürgen eine Villa von dem dänischen Architekten Joseph Christian Lillie als Sommerhaus entwerfen. Um das Gebäude herum entstand ein Park. Das Gebäude wird heute nach seinem späteren Eigentümer, dem Lübecker Augenarzt und Mäzen Max Linde die Lindesche Villa genannt und als Standesamt genutzt.
In der Stadt bewohnte er 1798 ein Haus in der Breiten Straße mit der alten Hausnummer Marien-Magdalenen Quartier 701. Haartmann wurde auf dem Friedhof der St.-Jürgen-Kapelle in Lübeck bestattet, wo sein denkmalgeschütztes Grabmal erhalten ist und als Grabstätte des Lübecker Kaufmanns Carl Dimpker nachgenutzt wird. Es wird wie Grabmal Souchay auf dem gleichen Friedhof dem Architekten Joseph Christian Lillie zugeschrieben.